# 葛野川ダム
葛野川ダム（かずのがわダム）は、山梨県大月市、相模川水系葛野川の支流・土室川に建設されたダム。高さ105.2メートルの重力式コンクリートダムで、東京電力リニューアブルパワーの大規模揚水式水力発電所、葛野川発電所の下池を形成する。ダム湖（人造湖）の名は松姫湖（まつひめこ）という。
一方、上池を形成するのは山地をはさんで西側を流れる富士川水系日川に建設した上日川ダム（大菩薩湖）であり、異なる水系間で水を往来させることで揚水発電所としては世界有数の落差714メートルを確保。3台の水車発電機によって最大120万キロワットの電力を発生する。また、葛野川ダム直下には河川維持放流水を利用して発電する土室川発電所があり、下流域の河川環境保全のため選択取水設備によりダム湖水の中でも水温が高く、また濁りの少ない表層部分の水を放流している。

## 歴史
山梨県南部、富士五湖として有名な山中湖より流れ出る相模川水系では、1907年（明治40年）に東京電力の前身でもある旧東京電燈が駒橋発電所を運転させたのを始めとして古くから電源開発が進められ、城山発電所（神奈川県営）のような揚水発電も早期から行われてきた。東京電力は大月市で相模川に合流する葛野川において同社第8番目となる揚水発電所建設に向け1989年（平成元年）に葛野川水力調査所を設置。1991年（平成3年）7月開催の第118回電源開発調整審議会において付議決定されたことを受け、1993年（平成5年）1月に葛野川発電所建設工事を着工した。
1998年（平成10年）9月に湛水を開始し、1999年（平成11年）12月3日より葛野川発電所1号機の営業運転開始をもって完成とされた。続いて2000年（平成12年）6月8日に2号機が運転開始。2014年（平成26年）6月9日には可変速揚水発電システムを備える4号機が運転を開始した。残る3号機の運転開始は2024年（「平成36年」）度以降の予定である。

## 葛野川発電所
葛野川発電所は、4台の水車発電機を設置し最大160万キロワットの出力を得るものとして計画された。揚水発電所の出力を決定する要素の一つとして、上池と下池との水面標高差があるが、従来の揚水発電所では大きくとも300メートルから500メートル程度であった。葛野川発電所ではこれが714メートルもある。これにより発電機1台あたりの出力が拡大され、東京電力の揚水発電所としては最大であった新高瀬川発電所の出力128万キロワットを上回る出力が得られるのである。
発電所建設にあたっては、随所に効率化のための新しい手法が導入されており、建設コストの削減や建設工期の短縮が図られている。葛野川ダムと上日川ダムとを結ぶ、最大52.5度という急こう配の水路はトンネルボーリングマシンを導入し一気に掘削。その中間には発電機を収容するための人工の地下空間が設けられ、コンピュータを利用した分析により岩盤補強材の配置を最適化している。また、この地下空間を掘削する際に排出された土砂をコンクリートダムの骨材として利用し、さらにRCD工法を採用。結果として900億円もの建設コスト削減を実現した。
なお発電所の最寄り駅であるJR中央本線猿橋駅近くにはTEPCO葛野川PR館という施設があったが、福島第一原子力発電所事故による東京電力の広報活動規模縮小のため、2011年春に閉鎖された。

## 周辺

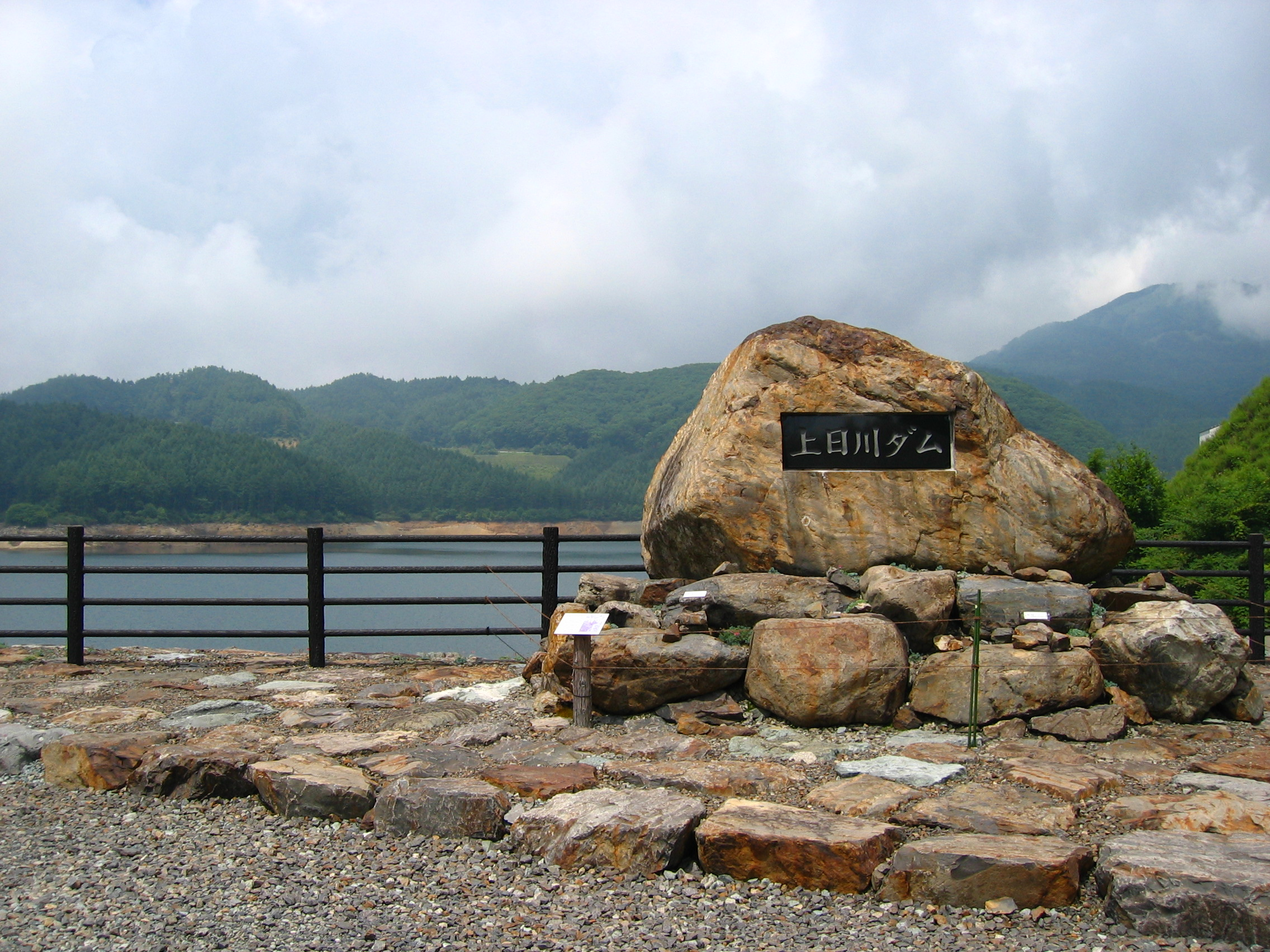
上日川ダム。葛野川発電所上池となる大菩薩湖を形成する、高さ87メートルの中央遮水壁形ロックフィルダム。

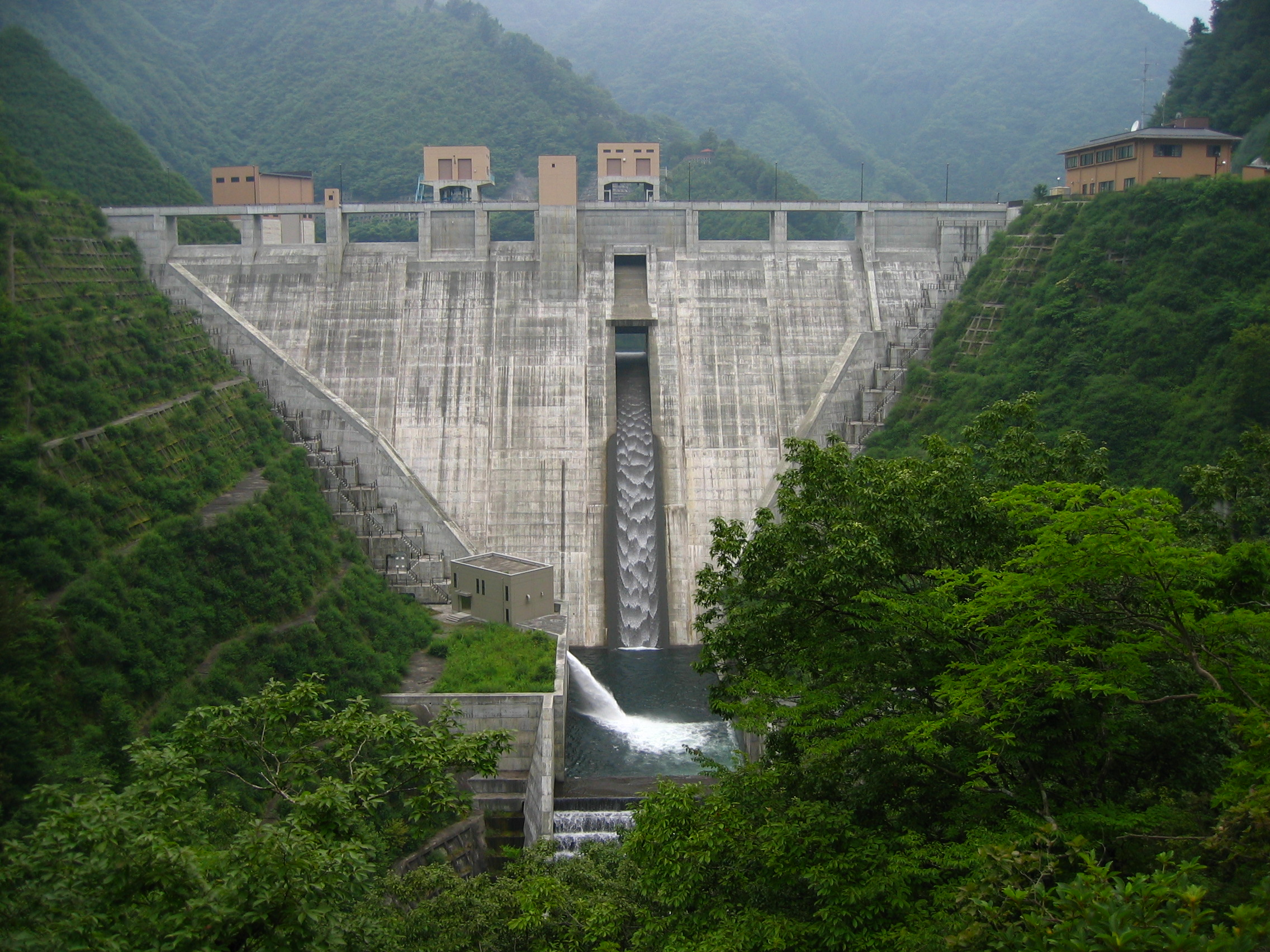
深城ダム。葛野川ダムの下流に建設された山梨県営のダム。葛野川ダムよりも遅い、2005年に完成した。

葛野川ダムには、中央自動車道 大月インターチェンジより国道139号を北上すればたどり着けたが、現在はダムへ至る唯一のアクセス路である林道松姫峠線が通行止めとなり、たどり着くことができなくなっている。道の途中には山梨県営の深城ダムがある。
一方、上部ダムである上日川ダムへ向かうには一度山を下り、山梨県道218号大菩薩初鹿野線を日川上流に向かって進む経路が現実的である。